# Pontus Norgren
Pontus Norgren (22 aprile 1968) è un chitarrista svedese, attualmente negli HammerFall.
Dopo una breve militanza nei gruppi svedesi Zan Clan e The Poodles, con cui ha realizzato due album, Pontus è stato chiamato a far parte degli HammerFall per sostituire Stefan Elmgren.
In passato aveva fatto parte di band quali Great King Rat, Talisman e Humanimal.

## Discografia

### Con i Talisman
- Truth (1998)
- Live at the SRF (2001)
- 7 (2007)

### Con gli Humanimal
- Humanimal (2002)

### Con i The Poodles
- Metal Will Stand Tall (2006)
- Sweet Trade (2007)

### Con gli HammerFall
- 2009 – No Sacrifice, No Victory
- 2011 – Infected
- 2014 – (r)Evolution
- 2016 – Built to Last